# Шагов, Николай Романович
Никола́й Рома́нович Шагов (16 марта 1882, Острецовская волость, Костромская губерния — 9 июня 1918, Кострома) — участник революционного движения в России, большевик, член IV Государственной думы от Костромской губернии.

## Биография

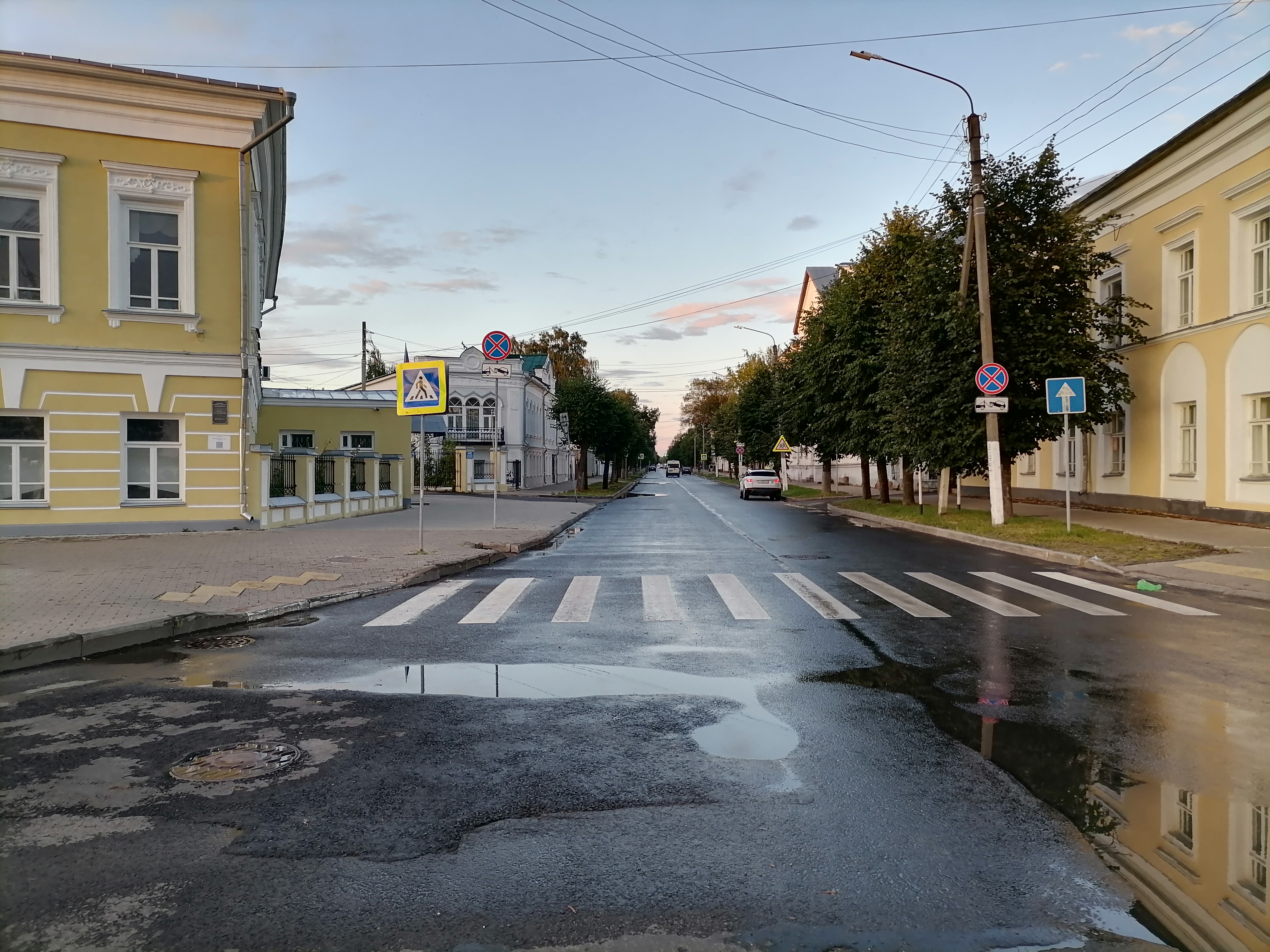
Улица Шагова в Костроме

Родился в деревне Клинцево (ныне Каминского сельского поселения Родниковского района Ивановской области) в семье ткача, работавшего на фабрике Морокиных в селе Новая Гольчиха (нынешняя Вичуга).
Учился в церковно-приходской школе, с 13 лет работал на фабрике А. Красильщиковой в Костроме, по другим данным — в Родниках, шпульщик, затем — ткач.
Вступил в РСДРП в 1905 году. Участвовал в революции 1905—1907 годов в Иваново-Вознесенске.
В 1912—1914 был депутатом Государственной думы IV созыва от рабочей курии Костромской губернии, с 1913 года — член большевистской фракции IV Государственной думы.
С трибуны IV Государственной думы депутат от рабочих текстильной промышленности Н. Р. Шагов расскажет об ужасающем положении рабочих-текстильщиков: «Я сам рабочий, я сам испытал всю тяжесть жизни ткача. Я знаю, как ему нелегко живётся в самое лучшее время, когда он работает. Заработная плата в текстильной промышленности ниже, чем где бы то ни было. И чтобы как-нибудь прожить, ткач должен напрягать все свои силы. Только при такой интенсивной работе он может выработать те гроши, которые ему нужны для того, чтобы не терпеть голода. Положение работающих женщин ещё тяжелее: жалованье их меньше, притеснений и издевательств ещё больше. Как часто я был свидетелем женских слёз, женских горестей и обид!»

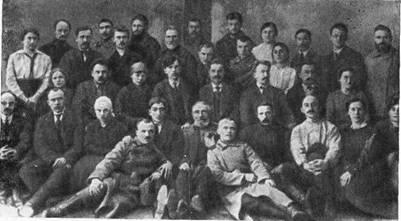
Группа политических ссыльных в Минусинске в 1916 году. Сидят во втором ряду: Р. Н. Шагов (четвертый справа), Ф. Н. Самойлов (пятый справа); стоят: Ю. Гавен (второй слева), А. Спундэ (десятый слева), А. Оввян (тринадцатая слева).

Сотрудничал с газетой «Правда». Участвовал в партийных совещаниях ЦК РСДРП с партийными работниками в Кракове (10-14 января 1913 года) и Поронине (5-14 октября 1913 года).
4 ноября 1914 года вместе с четырьмя депутатами-большевиками был арестован, а в 1915 году выслан в Енисейскую губернию в Туруханский край.
После Февральской революции 1917 года вернулся в Петроград душевнобольным, умер в Костроме.

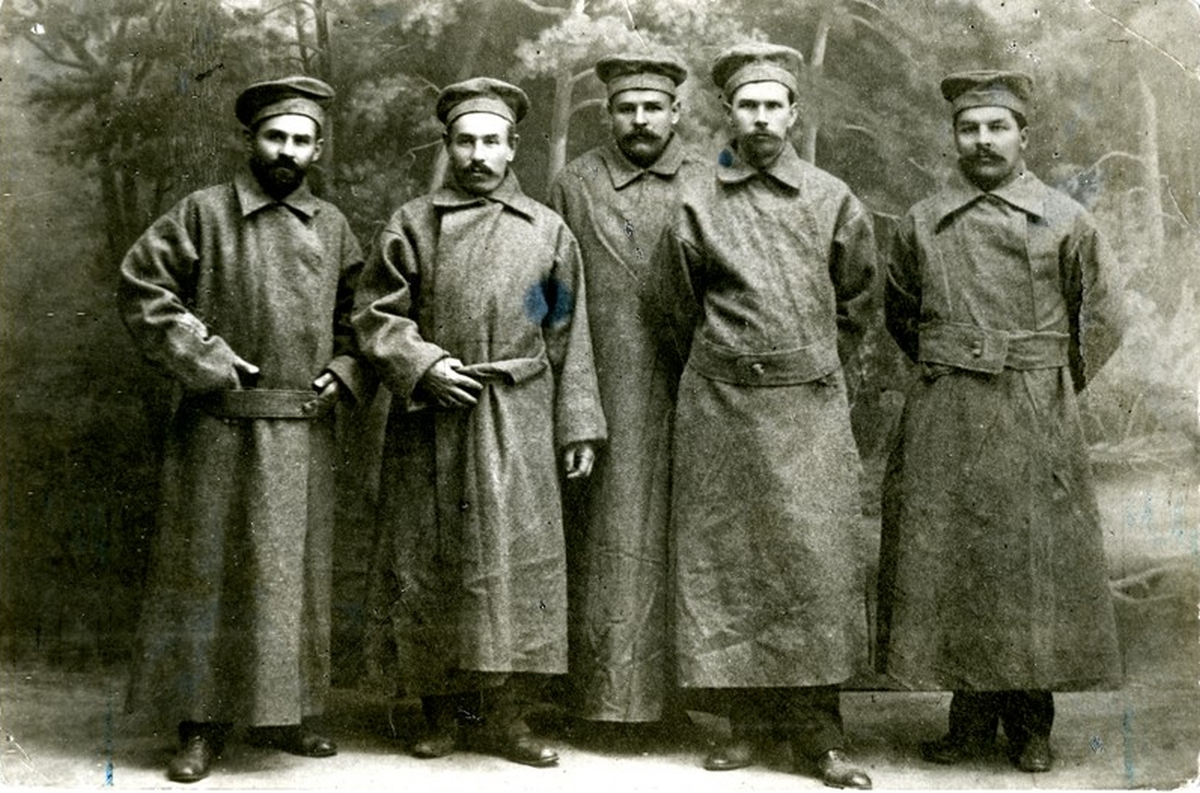
Большевики-депутаты IV Государственной Думы в ссылке. Слева направо: Г. И. Петровский, М. К. Муранов, А. Е. Бадаев, Ф. Н. Самойлов, Н. Р. Шагов

Похоронен в Родниках.

### Семья
- Жена — Прасковья Семёновна Шагова. Автор воспоминаний о муже «Воспоминания о прошлом» (Иваново: Кн. изд-во, 1957. 30 с.)

### Память
Именем Николая Шагова названы проезд и одна из центральных улиц в Костроме, а также улицы в Кинешме и Нерехте, микрорайон и улица в Родниках.

## Киновоплощение
- 1965 — «Ленин в Польше». В роли Николая Шагова — Владимир Акимов